# Julius Arigi
Julius Arigi (Děčín, 3 ottobre 1895 – Attersee am Attersee, 1º agosto 1981) è stato un aviatore austro-ungarico.
Con 32 vittorie confermate, sia sul fronte orientale che sul fronte italiano, fu il secondo asso della k.u.k. Luftfahrtruppen, l'aviazione austro-ungarica, durante la prima guerra mondiale.

## Biografia

### In servizio sul fronte orientale
Julius Arigi nacque a Děčín, ora nella Repubblica Ceca, il 3 ottobre 1895, da una famiglia originaria della Valsugana. Visse a Marienbad fino alla partenza per Vienna come volontario nel Festungsartillerieregiment 1, il 5 ottobre 1913. Nel marzo 1914 fu trasferito nella sezione aerostati. Appassionato del volo, riuscì a conseguire il brevetto di pilotaggio il 26 novembre 1914 (licenza n. 172).
Fu assegnato come pilota alla Flik 6, sotto il comando dell'Hauptmann W.Dworak. La base operativa della Flik 6 era situata a Igalo, nel sud della Dalmazia, vicino alle Bocche di Cattaro.
Volando su biplani Lonher di vario tipo, Arigi iniziò la sua attività contro le forze congiunte serbo-montenegrine sul fronte balcanico.
Nell'ottobre del 1915, Julius Arigi in volo su un Lohner B.VII serie 17.19, fu costretto ad un atterraggio di fortuna dietro le linee montenegrine, a causa di un guasto al motore. Fatto prigioniero ed inviato al campo di concentramento, cercò di scappare per ben cinque volte, finché nel gennaio 1916 la fuga riuscì ed in compagnia di altri cinque compagni, rubando la limousine Fiat del principe Nicola I del Montenegro riuscì a raggiungere le linee austriache.
Dal gennaio 1916 la Flik 6 venne trasferita sul campo di Scutari, in Albania, con un distaccamento dislocato sul campo di Kavaja.
I principali oppositori degli aviatori austro-ungarici della Flik 6 in Albania, erano gli italiani della 34ª Squadriglia di stanza a Krionero (Valona). Occasionali missioni avevano come obiettivo infrastrutture militari o industriali dislocate sul territorio italiano, a Bari e Brindisi.
In una di queste, Arigi a bordo di un Lohner B.VII, riuscì ad affondare un piroscafo italiano nel porto di Valona.
Il 22 agosto 1916 cinque Farman della 34ª squadriglia sono in volo per un'azione di bombardamento, combinata con gli idrovolanti della Regia Marina, contro il porto di Durazzo.
Arigi chiede il permesso di decollare per intercettare gli incursori ma gli viene negato perché sul campo non sono disponibili ufficiali come osservatori.
Dopo aver reiterato più volte la richiesta, solo quando il rumore dei motori dei velivoli italiani, la cui rotta di avvicinamento è prossima alla base di Kavaja, si ode ben distinto in lontananza, Arigi rompe gli indugi e decolla con l'Hansa-Brandenburg C.I serie 61.64 con il Feldwebel Johann Lasi come osservatore.
Nella battaglia che segue, cinque dei sei Farman abbattuti sono attribuiti ad Arigi. In realtà quel giorno il Comando italiano registrò la perdita di soli due Farman: il Farman 1707 del sergente Leonida Schiona e del capitano osservatore Franco Scarioni e quello del caporale Francesco Rossi e del tenente osservatore Attilo Viziano). Gli equipaggi sono salvati dell'Ardente (cacciatorpediniere) della Regia Marina. Gli altri tre rientrano regolarmente alla base.
Il 4 settembre 1916 in un nuovo duello aereo, Arigi consegue una nuova vittoria facendo precipitare il Farman del caporale Giorgio Castelletta e del capitano osservatore Fausto Pesci, causando la morte di quest'ultimo.

### Sul fronte italiano
Trasferito sul fronte italiano dell'Isonzo alla fine del 1916, Arigi è destinato al Fluggeschwader 1 dove compie principalmente missioni di scorta a voli di ricognizione, utilizzando il caccia Hansa-Brandenburg D.I (noto anche come KD Kampf-Doppledecker, cioè biplano da caccia).
Con questo velivolo, serie 28.06 ottenne le sue ottava, nona e decima vittoria, mentre a bordo dell'Hansa Brandeburg serie 28.08 conseguì la undicesima e dodicesima vittoria, tutte tra aprile e maggio del 1917.
Insoddisfatto delle qualità di volo dell'Hansa Brandeburg D.I, Arigi fece introdurre modifiche ai piani verticali con l'installazione di una deriva, modifiche che furono poi introdotte nei velivoli di serie costruiti dalla Ditta Phönix Flugzeugwerke.
Arigi venne quindi trasferito alla FliK 41J, ma a causa di divergenze con il comandante, l'asso Hauptmann Godwin Brumowski, la sua permanenza durò pochi mesi (dal 23 maggio al 31 agosto 1917), venendo trasferito alla Flik 55J di recente costituzione, di base a Aidussina sul fronte dell'Isonzo.
Durante la mattina del 15 settembre 1917, Arigi pilotando l'Albatros D.III (Oeffag) 153.15 ha uno scontro con uno SPAD S.VII italiano nei pressi di Gorizia. Lo SPAD sfugge all'attacco con una rapida picchiata verso Monte San Gabriele. Arigi viene accreditato della 13ª vittoria. In realtà lo SPAD della 91ª Squadriglia pilotato dall'asso italiano tenente Ferruccio Ranza, riesce a tornare alla base di Santa Caterina (UD).
Così descrive l'episodio Ranza nelle sue memorie: «... fui attaccato dal primo e da un altro sopraggiunto che mi sparava dall'alto. Riuscii ad allontanarmi picchiando verso il S. Gabriele a pieno motore (omissis). Gli apparecchi nemici erano a montanti a V di colore kaki scuro, con distintivi sulla fusoliera e salivano meglio dello SPAD.»
Nel novembre 1917, la Flik 55J si sposta sull'aeroporto di Cirè presso Pergine Valsugana sul fronte Trentino.
Nella Flik 55J, Arigi viene accreditato di undici vittorie, volando con gli Albatros D.III (Oeffag) 153.36 e 153.80. Di queste almeno otto vittorie sono conseguite in missioni svolte in collaborazione con gli assi Hauptmann Josef von Maier e l'Offiziersstellvertreter Josef Kiss: i tre costituivano un terzetto molto affiatato sia in terra che in volo ben presto conosciuto con il nome di Kaiserstaffel, "squadriglia dell'Imperatore".
Il 15 novembre 1917, Arigi è in volo con Maier e Kiss per quella che è considerata la prima vittoria della Kaiserstaffel. Vicino Caldonazzo intercettano tre trimotori Caproni della 10ª Squadriglia da bombardamento "Caproni" che procedono in formazione a V per bombardare gli impianti ferroviari di Levico e i baraccamenti di Caldonazzo.
La formazione austro-ungarica attacca il Caproni di testa, matricola Ca. 4169 (equipaggio piloti tenente Luigi Garrone e sergente Rosario Zingales, mitraglieri soldati Bruno Manfredi e Natale Coccè).
Coccè, addetto alla mitragliatrice posteriore, è gravemente ferito alle prime raffiche dei caccia austriaci, che danneggiano gravemente anche il Caproni costringendo il bombardiere ad atterrare fuori campo, nei pressi di Montecchio Vicentino. Coccè prontamente ricoverato in ospedale da campo, morirà in sala operatoria poco dopo.
Nella stessa giornata la Kaiserstaffel attacca ed abbatte il Caproni Ca.4191 della 2ª Squadriglia (piloti tenente Gino Lisa e sergente maggiore Guido Colli, osservatore tenente Pietro Bassi e mitragliere soldato Carlo Tagliabue) causando la morte di tutto l'equipaggio.
il 17 novembre, Arigi e Maier attaccano un Savoia-Pomilio SP.3 della 26ª Squadriglia che ha appena terminato la sua missione di ricognizione (equipaggio osservatore tenente Mario Marangoni, pilota sergente Aldo Alessandrini): il velivolo riporta danni così gravi da dover essere dichiarato fuori uso.
Dieci minuti dopo, i due assi austriaci abbattono in prossimità di Cima Ekar il SAML S.2 2935 della 115ª Squadriglia pilotato dal capitano Luigi Castiglioni e dall'osservatore tenente Umberto Benvegnù Pasini che perdono la vita nello scontro: si tratta della 19ª vittoria per Julius Arigi.
Il giorno dopo è il SAML S.2 2941 della 115ª squadriglia a cadere vittima della Kaiserstaffel (Arigi, Kiss, Maier).
Il 7 dicembre il Comando Aeronautica della 1ª Armata ordina una grande offensiva nell'area di Campomulo e Gallio. La massa di attacco comprende circa 130 aerei, compresi 30 aerei francesi e britannici presenti sul fronte italiano. Da parte italiana vi partecipano i SAML S.2 della 121ª Squadriglia e i Pomilio PE della 134ª Squadriglia. In prossimità di Gallio, il gruppo di attacco italiano è intercettato dagli Albatros di Arigi, Maier e Kiss. Nello scontro che segue, il SAML S2 3108 (equipaggio caporale Pasquale Ceccarelli e tenente Giuseppe Notarbartolo entrambi deceduti) precipita in fiamme, mentre il SAML S2 3030, con l'osservatore tenente Edoardo Velo mortalmente ferito, viene portato dal pilota tenente Giberti a compiere un atterraggio di fortuna.
il 16 dicembre Julius Arigi prosegue la sua scia vittoriosa con l'abbattimento del SAML S.2 di Matteo Fabbian e Orazio Giannini della 115ª squadriglia.

### Ritorno al fronte orientale
Il 6 aprile 1918, quando Arigi ritorna alla Flik 6 sul fronte albanese, ha conseguito 25 vittorie. 
Il 17 aprile 1918, pilotando un Aviatik D.I 238.30 raggiunge la sua 26ª vittoria abbattendo un Nieuport nei pressi di Singjerc.
Il 27 maggio, pilotando l'Aviatik D.I 238.51 consegue i suoi ultimi successi sul fronte albanese abbattendo due idrovolanti sopra Durazzo.
Nell'estate del 1918, Arigi torna a Igalo in Dalmazia alla Flik 1J. Qui ha modo di pilotare gli ultimi tipi di caccia dell'aviazione austro-ungarica, e di scontrarsi con gli apparecchi Britannici dell'Adriatic Group della RAF che durante la stessa estate, dalle loro basi in Puglia, attaccano ripetutamente la base navale Austro-Ungarica nelle Bocche di Cattaro. Nello stesso periodo, riceve due Aviatik D.I serie 338.01 e 336.2 per il suo uso personale. Con il secondo di questi aerei, Arigi consegue le sue ultime vittorie a danno di due idrovolanti italiani. La sua 32ª vittoria la ottiene con il 338.01.
Julius Arigi è richiamato a Hennersdorf come pilota collaudatore alla WFK (Wiener Karosserie und Flugzeugfabrik), dove lo coglie la fine della guerra.

## Dopoguerra
Nel dopoguerra Arigi rimase nel mondo dell'aviazione. Nel 1935 con Benno Fiala von Fernbrugg fondò l'associazione per la gestione dell'aeroporto di Wiener-Neustadt. Con l'annessione dell'Austria alla Germania nazista, nel 1938 divenne istruttore della Luftwaffe e nel corso della seconda guerra mondiale fu il comandante della scuola di volo di Schwechat, nei pressi di Vienna. Tra suoi allievi vi furono futuri assi della Luftwaffe come l'oberleutnant Hans-Joachim Marseille e major Walter Nowotny.
Julius Arigi è morto nella sua casa ad Attersee am Attersee il 1º agosto 1981.